# Хрінівська сільська рада
| Хрінівська сільська рада — колишній орган місцевого самоврядування у Іллінецькому районі Вінницької області з адміністративним центром у с. Хрінівка. Сільській раді були підпорядковані населені пункти: - с. Хрінівка - с. Пархомівка - с-ще Червоне |

## Склад ради
Рада складалась з 16 депутатів та голови.

## Керівний склад сільської ради
| ПІБ                         | Основні відомості                                                         | Дата обрання | Дата звільнення |
| --------------------------- | ------------------------------------------------------------------------- | ------------ | --------------- |
| Козуб Станіслав Іванович    | Сільський голова, 1954 року народження, освіта, безпартійний              | 26.03.2006   | 31.10.2010      |
| Лісовий Віталій Олексійович | Сільський голова, 1949 року народження, освіта вища, член Партії регіонів | 31.10.2010   |                 |

Примітка: таблиця складена за даними джерела